# Albert Hyzler
Albert Victor Hyzler, né le 20 ou le 29 novembre 1916, à La Valette (île de Malte) et mort le 26 octobre 1993, est le président de Malte par intérim du 27 décembre 1981 au 15 février 1982.

## Biographie
Il était le fils du professeur Giuseppe Hyzler, médecin, et de Marietta née Muscat Fenech. Élu au Parlement en 1947 dans l'intérêt du Parti d'action démocratique dirigé par son père, il a ensuite rejoint le Parti travailliste et a été élu à chaque élection qu'il a contestée jusqu'en 1976, date à laquelle il a pris sa retraite de la politique. Il a été ministre du Cabinet entre 1955 et 1958 et de 1971 à 1976. Il a été président par intérim de Malte du 27 décembre 1981 au 15 février 1982. Il était marié à Marie Rose, née Petrocochino.